# Ambrogio Fossati
Ambrogio Fossati Rinaldo (Lissone, 16 maggio 1887 – Lissone, 3 dicembre 1957) è stato uno scultore ed ebanista italiano.

## Biografia
Nacque a Lissone da Napoleone Fossati (anch'egli artista del legno) e Alessandrina Fossati; famiglie di antiche origini e tradizioni.
Primogenito di sette fratelli, giovanissimo, fece parte della bottega d'arte paterna, un laboratorio di ebanisteria già famoso a quel tempo per aver partecipato all'esposizione del mobile di Parigi 
e per una serie di lavori d'alto valore, come il restauro degli interni di alcune sale nella Villa Reale di Monza, e la realizzazione degli arredi presso famiglie nobiliari milanesi.

### L'esperienza a Firenze
Nel 1908 fu chiamato al servizio di leva a Firenze.
Affascinato da questa città ricca di arte e storia, s'iscrisse ai corsi speciali dell'Accademia di Belle Arti fiorentina, dedicandosi soprattutto allo studio di modelli rinascimentali, di documenti d'ebanisteria e anatomia scultoria, accrescendo così maturità tecnica e intellettuale, unitamente alla capacità personale dell'intaglio e del tocco agile della scultura.
Abilità, impegno, dedizione, lo portò a primeggiare in diversi concorsi, come quello di Topografia presso lo stesso Comando Militare dove, notata la sua spiccata capacità, fu richiesta la sua presenza alla Scuola Speciale del Comando Militare Genio all'Asmara.
In questo passaggio obbligato verso nozioni tecniche, studi di piani e rilievi, gli fu affidato l'incarico di Consulente Tecnico del Regio Esercito restando in Eritrea sino al 1909.

### Matrimonio e Prima guerra mondiale
Il ritorno dall'Africa segnò un nuovo passo importante nella storia della sua vita. Nel 1911 sposò Erminia Gelosa dalla quale ebbe cinque figli. Erminia divenne così il punto di riferimento della famiglia e colmò il vuoto lasciato dal marito chiamato alla prima guerra mondiale.
Ad Ambrogio fu affidato l'incarico di Comando Genio Telegrafisti dell'Ottava Armata operando come rivelatore dei punti di combattimento in prima linea.
Partecipò alla battaglia del solstizio, rimanendo fortunosamente illeso, nonostante un massiccio bombardamento.

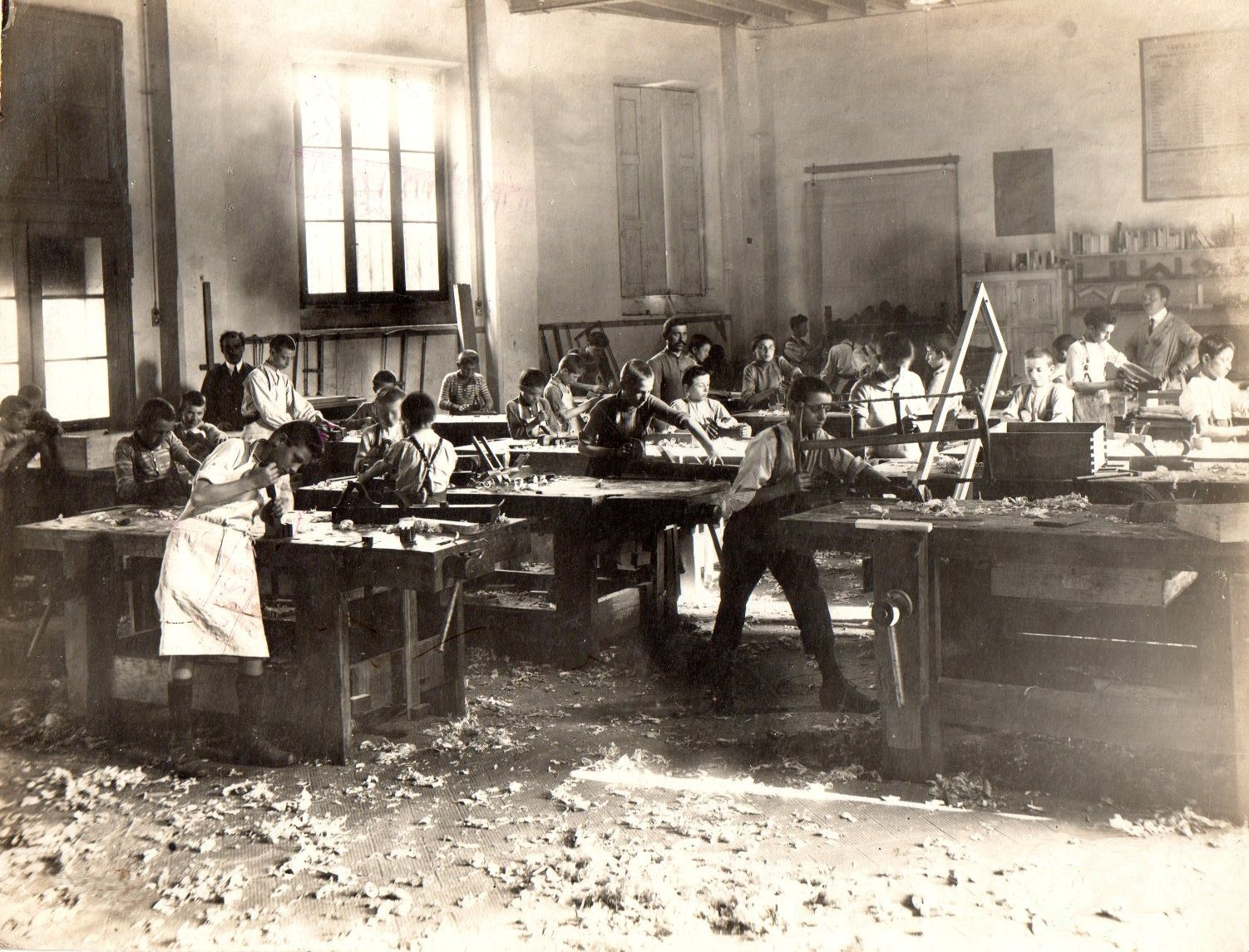
Laboratorio professionale di ebanisteria negli anni venti

### La Scuola e l'Istruzione Professionale
Al rientro dalla guerra, affiancò il padre nell'insegnamento presso la scuola serale per poi sostituirlo alla Scuola Diurna Speciale del Mobile, impegnandosi a creare metodi e programmi che potessero inculcare una fondamentale preparazione tecnica professionale.
I risultati conseguiti portarono questa scuola ad essere tra le più qualificate della Brianza, tanto da richiamare più volte l'attenzione del Consorzio per l'Istruzione Tecnica della Provincia come esempio di nuove realtà sempre aggiornate ma soprattutto al passo di nuove tendenze, nonostante lo stesso periodo nella vicina Monza, presso la Villa Reale, si affermò l'Università delle Arti Decorative, poi ISIA (Istituto Superiore d'Industrie Artistiche), base delle Biennali Internazionali d'Arte Decorativa, in seguito Triennale milanese.
D'importanza rilevante fu anche la stesura personale della Storia del Mobile attraverso gli Stili, guida di evoluzione dello stile, che divenne indispensabile mezzo, semplice ed efficace, ad uso esclusivo dei suoi allievi.
Frequentò poi i corsi informativi per insegnanti delle scuole professionali curati dal Consorzio Provinciale per l'istruzione tecnica di Milano, avendo modo di seguire lezioni dell'architetto Giuseppe Pagano riguardanti l'urbanistica.

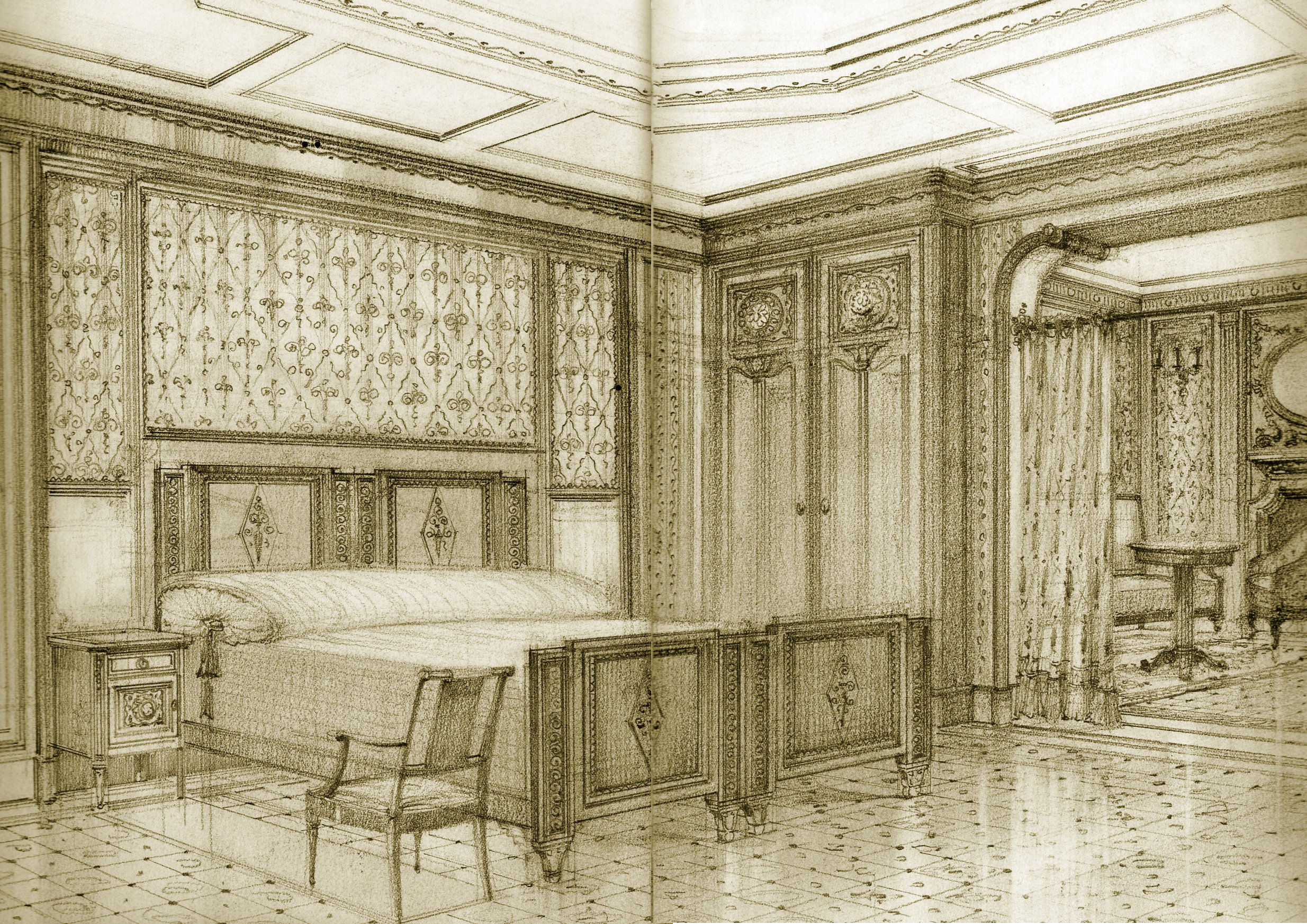
Progetto suite Transatlantico REX

### Ricerca e sperimentazione
Il periodo dal 1921 al 1939 è da considerarsi il più artisticamente prolifico.
I molti lavori intrapresi uniti al suo operare con caparbietà e maestria alla costruzione di prototipi, gli permisero di risolvere con facilità soluzioni complesse, riuscendo a creare forme innovative tali da elevare la sua capacità intuitiva.
In virtù di queste originali esecuzioni professionali, fu chiamato alla direzione dei lavori nei Cantieri dell'architetto Enrico Monti & C. di Milano, sviluppando numerosi progetti in collaborazione a valenti architetti.
Uno di questi progetti, che lo impegnarono dal 1928 al 1931, fu la realizzazione di alcuni interni del transatlantico REX, allestita presso i Cantieri Ansaldo.
La capacità, nell'utilizzare legni di varie essenze, insieme a cristalli e stoffe, impresse nell'arredo particolari funzioni artistiche di prestigio, tant'è che in seguito, dal 1938 al 1939, fu incaricato a progettare e realizzare il salone centrale del panfilo di Re Farouk d'Egitto, lavoro diretto dall'architetto Ratti di Concorezzo, allievo dello stesso Ambrogio Fossati.

### Gli ultimi anni
Il 29 gennaio 1942 (anni della grande guerra) morì il figlio Renzo, suo valente collaboratore, anch'egli maestro d'arte e insegnante presso la scuola Dalmazio Birago di Lissone.
Nonostante la dolorosissima perdita, s'impegnò ancor più nella continua ricerca di nuovi stimoli e orizzonti, di ulteriori potenzialità creative ma sempre vigili a ogni mutamento. Attraverso questa sua preparazione tecnico-culturale, assunse incarichi molto importanti, anche a livello dirigenziale, con la realizzazione di considerevoli opere artistiche di alto livello.
Il 4 luglio 1949, morì la moglie Erminia.
Pur dedicando parte del suo tempo alla famiglia, continuò incessantemente nei suoi lavori sino al 1953, quando una malattia gli impedì di presenziare nel suo laboratorio e di assumersi nuovi impegni.
Morì il 3 dicembre 1957.

## Opere
Realizzazioni di maggior importanza in ordine cronologico:
- Crocefisso bizantino intagliato girevole su croce di rame sbalzato, Basilica Corpus Domini, Milano 1912-1915.
- Realizzazione arredo Banca d'Italia (sede Bresciana).[10]
- Progetto arredi sede Banca Centrale Svizzera.[10]
- Crocefisso ligneo intagliato Duomo di Lissone 1926.
- Altare di San Ilario Duomo di Lissone 1928.
- Progetto arredi Banco Central di Montevideo 1928.[10]
- Progetto e realizzazione arredo transatlantico REX 1928-1931.
- Progetto cappella funeraria (Famiglia Solbiati), Cimitero monumentale di Busto Arsizio 1935.
- Progetto e realizzazione della fontana luminosa nella piazza principale di Lissone 1936,[11] dislocata in seguito presso Piazza IV Novembre.
- Progetto arredi Casa del Fascio, Lissone 1937.[7]
- Il Battistero Duomo di Lissone 1938.
- Progetto e realizzazione arredo panfilo di Re Farouk d'Egitto 1938-1939.[9]
- Primo Confessionale Duomo di Lissone 1940.
- Secondo Confessionale Duomo di Lissone 1942.
- L'Altare sagrestia (chiesa Redentore di Milano) 1944.[12]
- Progetto ristrutturazione facciata (chiesa di Triuggio) 1944.[12]

Importanti anche le realizzazioni di arredi ed opere eseguite in Brianza, nel Veneto, nel Lazio.
Progetti che spaziarono dal moderno al rétro stile rococò, liberty, déco, per soddisfare richieste di famiglie nobili e facoltose di quel tempo fra cui Cagnola, Colussi, Gobesso, Lucani, Meschia, Petri, Radaelli.

## Mostre
- L'Arte made in Lissone.[14][15]
- Ambrogio Fossati, ebanista e scultore 1887-1957.[16]

## Meriti e riconoscimenti

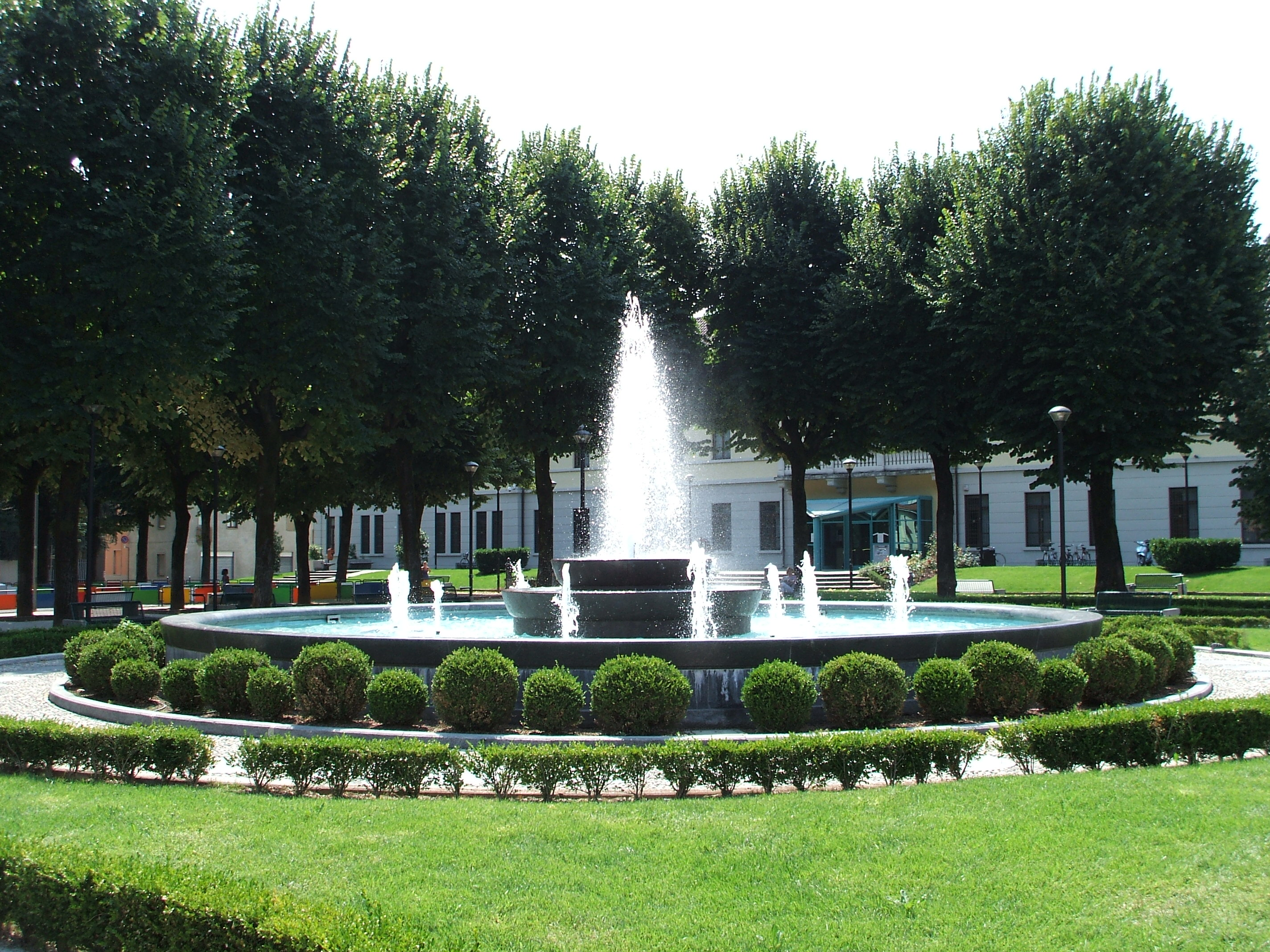
Fontana di Lissone in piazza IV Novembre

- Unitamente ad altri maestri fu fautore della prima scuola diurna a carattere tecnico-professionale con compiti di responsabilità didattica e culturale.[17]
- Nel 1924 ricevette il Diploma di Merito assegnatogli alla terza Esposizione Biennale del mobile della brianza, tenutasi a Lissone, il primo di una lunga serie di riconoscimenti.[18]
- Fu tra i fondatori della prima Unione Artigiani, sorta a Firenze da un comitato composto insieme a Galli e Vismara. Il primo congresso si tenne nel 1926 a Monza in Villa Reale con le neonate Associazioni Artigiane, base di sviluppo dell'artigianato non solo del legno, ma di tutte le categorie. Riuscì poi ad unificare le varie associazioni di categoria costituendo nel 1945 l'Associazione Artigiani di Lissone[19] il cui consiglio lo elesse Primo Presidente.[17][20]
- Fu promotore con i primi soci fondatori della Famiglia Artistica Lissonese. Insieme ad una cerchia di valenti artisti, fra i quali Lodovico Pogliaghi[21], seppe offrire disponibilità e professionalità a giovani artisti emergenti.[22]
- Nel 1936 fu vincitore del concorso pubblico per la progettazione di una fontana in cui dovevano conciliarsi caratteristiche di funzionalità, estetica ed economicità. Fontana che sarà poi realizzata nella principale piazza di Lissone alla fine del medesimo anno.[23]
- Il Comune di Lissone volle dedicare una strada comunale, Via R.A. Fossati, in segno d'onore e gratitudine per l'impegno, la cultura e la professionalità e per il fornito contributo allo sviluppo della comunità lissonese.